# De Slaag
Het waterschap De Slaag was een klein waterschap in de gemeente Hoogland, in de Nederlandse  provincie Utrecht. Het verzorgde de waterstand in de gelijknamige polder. 
Verzorgingsplaats De Slaag langs de A1 is vernoemd naar deze polder.